# Predornina
Predornine spadajo med magmatske kamnine. Nastanejo iz magme, ki je predrla zemeljsko skorjo in se na površini ohladila ter strdila.